# Castillo de Villamalefa

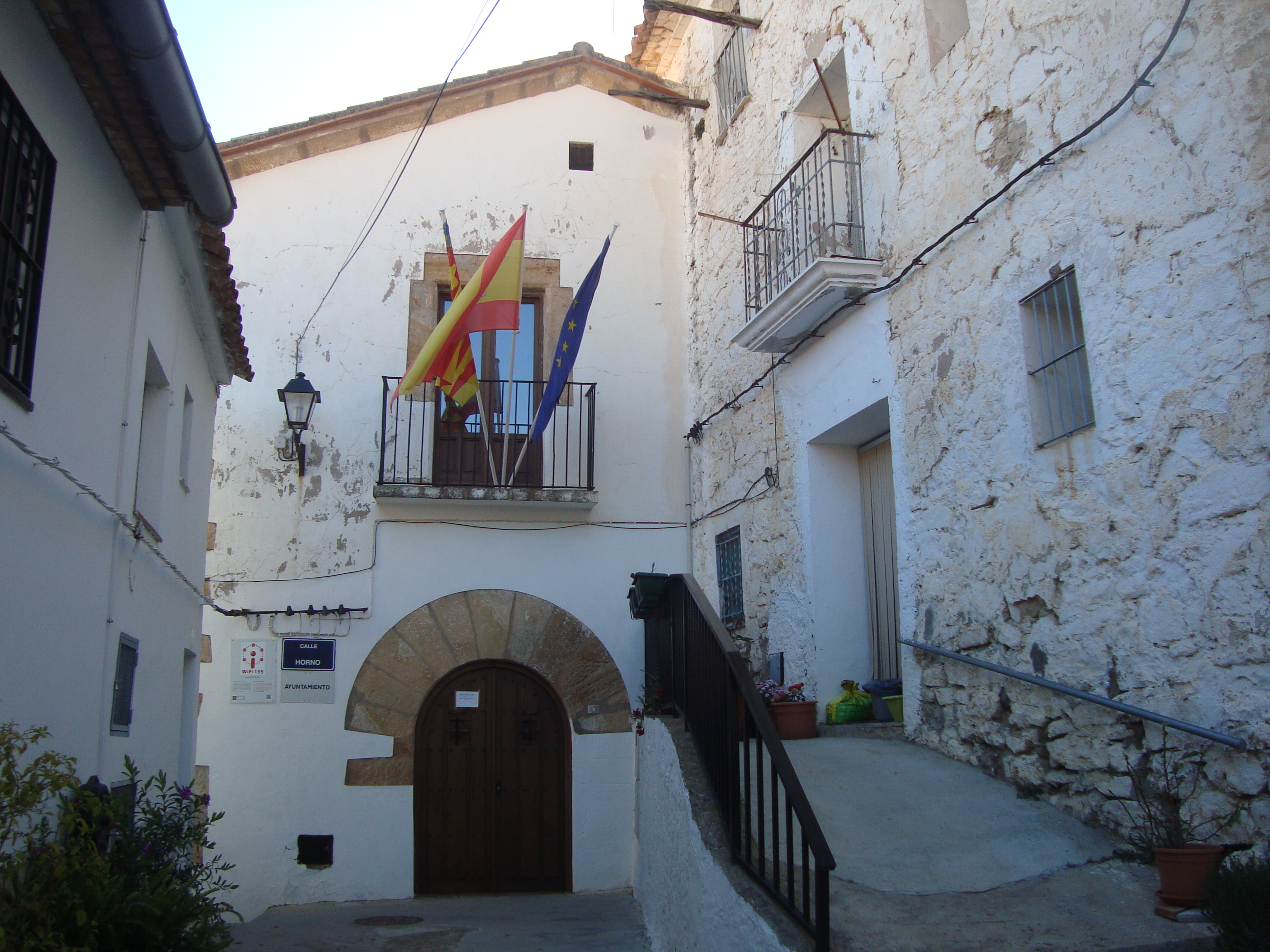
Ayuntamiento del Castillo de Villamalefa

Castillo de Villamalefa, en castillan et officiellement (El Castell de Vilamalefa en valencien), est une commune d'Espagne de la province de Castellón dans la Communauté valencienne. Elle est située dans la comarque de l'Alto Mijares et dans la zone à prédominance linguistique castillane.

### Lien externe

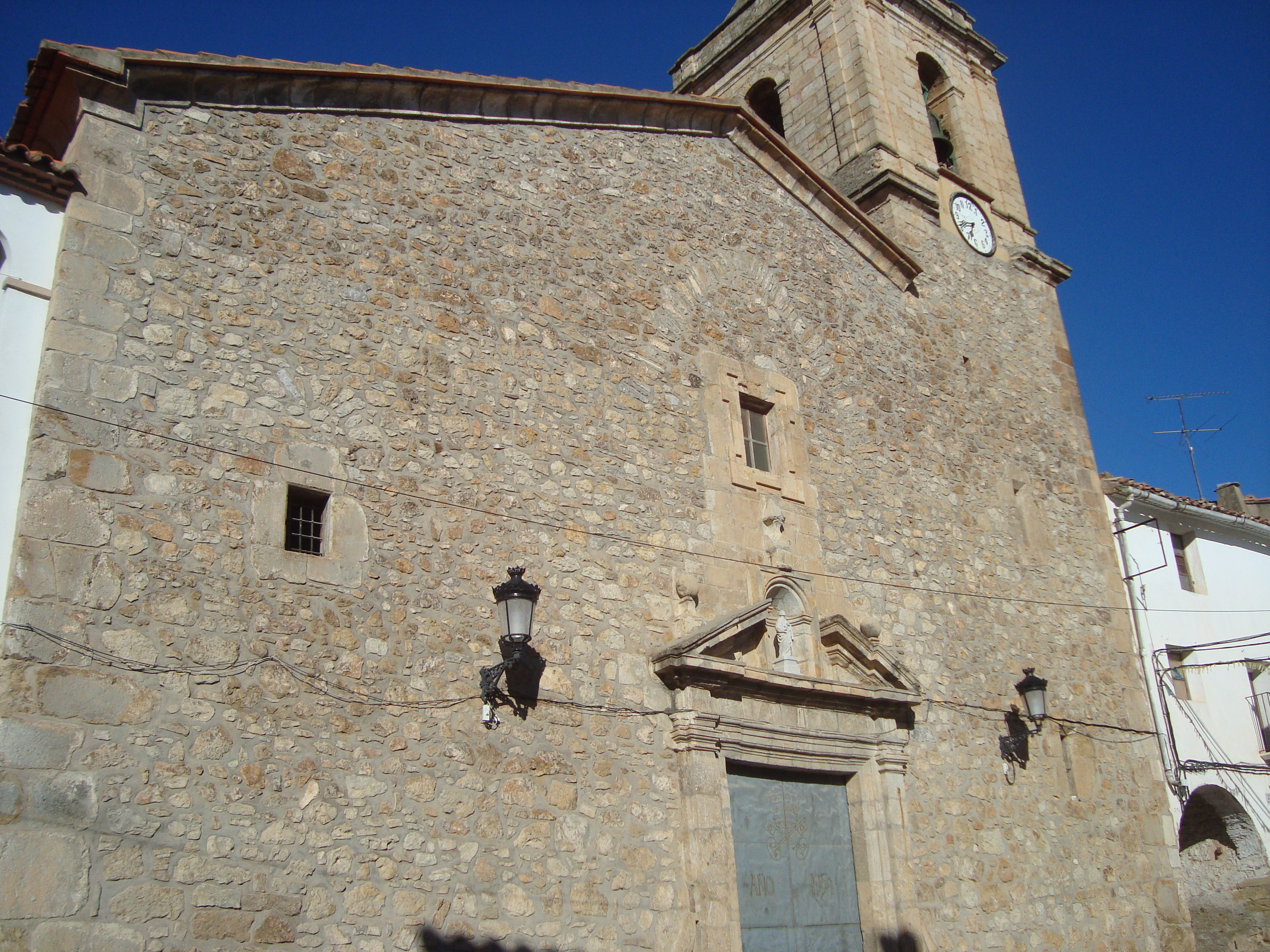
Església parroquial de Sant Pere (El Castell de Vilamalefa)

## Géographie

Localisation de Castillo de Villamalefa
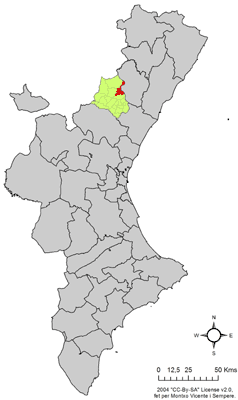
dans la Communauté valencienne.
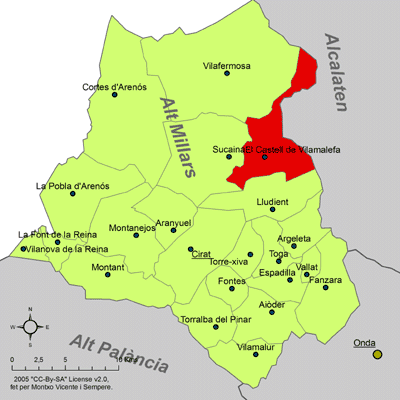
dans la comarque de l'Alto Mijares.